# Ciglenik (żupania pożedzko-slawońska)
Ciglenik – wieś w Chorwacji, w żupanii pożedzko-slawońskiej, w mieście Kutjevo. W 2011 roku liczyła 143 mieszkańców.